# Вальма

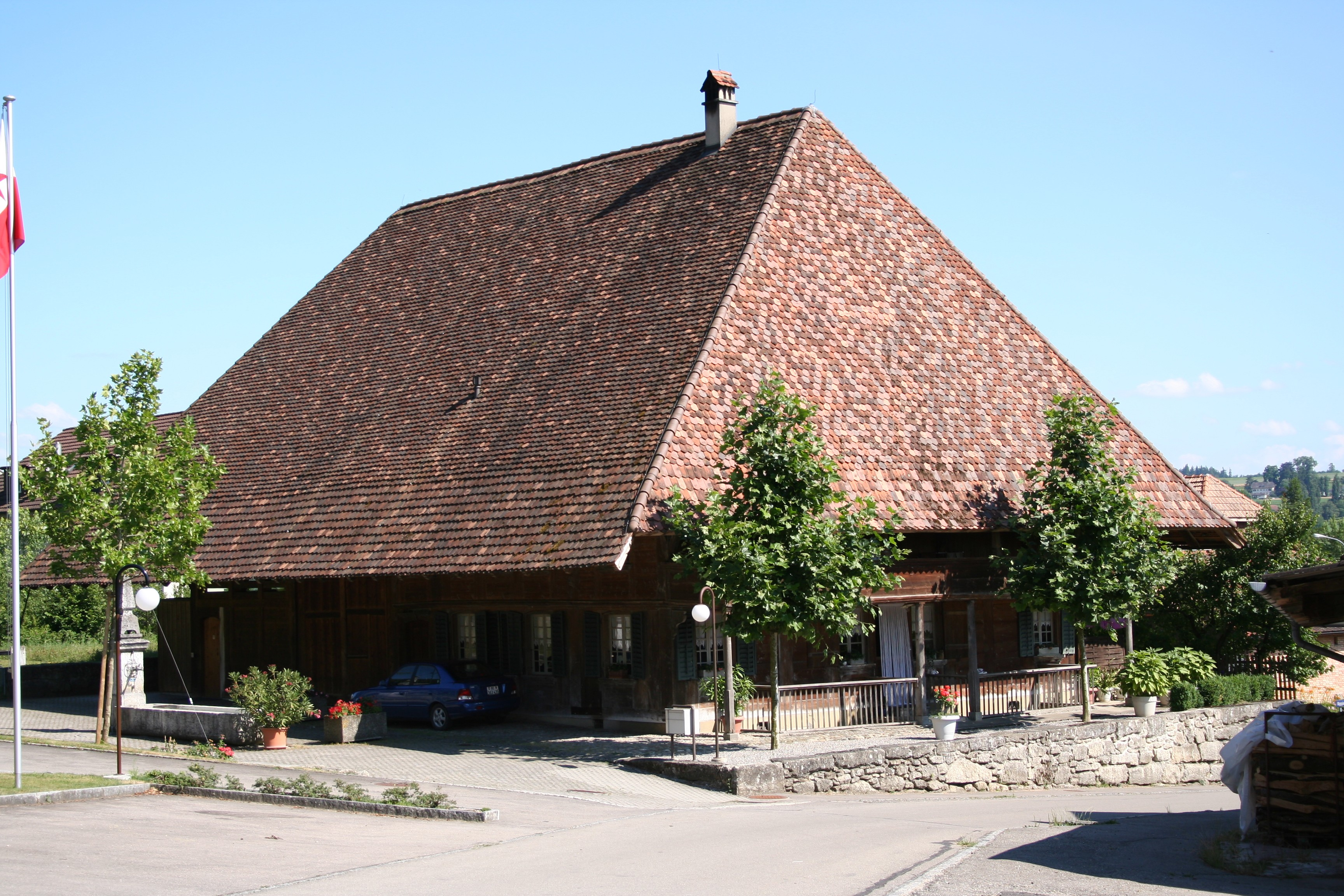
Вальмовая крыша (вальма отмечена на фото, нужно развернуть для просмотра)

Вальма (нем. Walm, ранее Walben — скошенная крыша) — треугольный скат вальмовой (шатровой) крыши, который располагается с торцевой стороны здания и пролегает от конька до карниза. Если торцовый скат не обладает полной протяжённостью, то он носит название полувальмы; если наклонный скат срезает верхнюю часть вальмы, то такая крыша носит название полущипцовой.
Архитектурное оформление такой крыши нередко дополняется художественным преломлением вальм и скатов внутрь или наружу. При использовании таких декоративных решений необходимо учитывать фактор усложнения стропильных систем и увеличение расхода кровельных материалов.